# Villa Eugène-Manuel
La villa Eugène-Manuel est une voie du 16e arrondissement de Paris, en France.

## Situation et accès
La villa Eugène-Manuel est une voie privée située dans le 16e arrondissement de Paris. Elle débute au 7, rue Eugène-Manuel et se termine en impasse.
Le quartier est desservi par la ligne 9 à la station La Muette et par la ligne 6 à la station Passy.

## Origine du nom

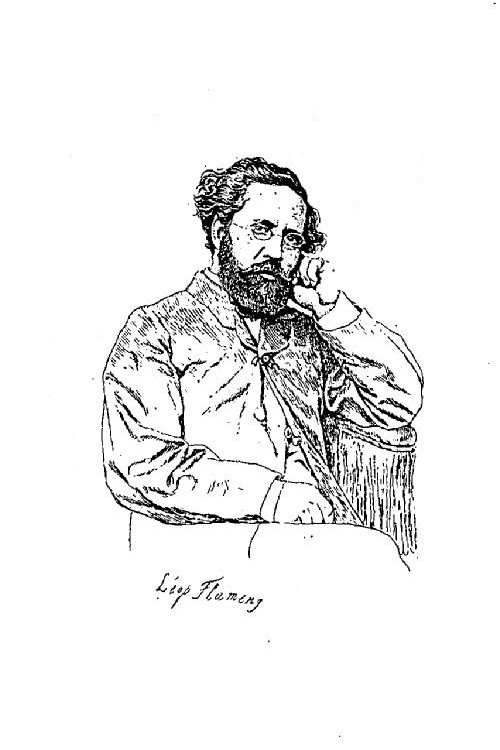
Portrait d’Eugène Manuel.

Elle porte le nom du poète et littérateur Eugène Manuel (1823-1901), en raison de sa proximité avec la rue éponyme.

## Historique
Cette voie est ouverte sous sa dénomination actuelle en 1929.
Une grille fermant la voie est installée en 2020-2022. La chaussée, qui descend puis monte, est nettement affaissée.

## Bâtiments remarquables et lieux de mémoire

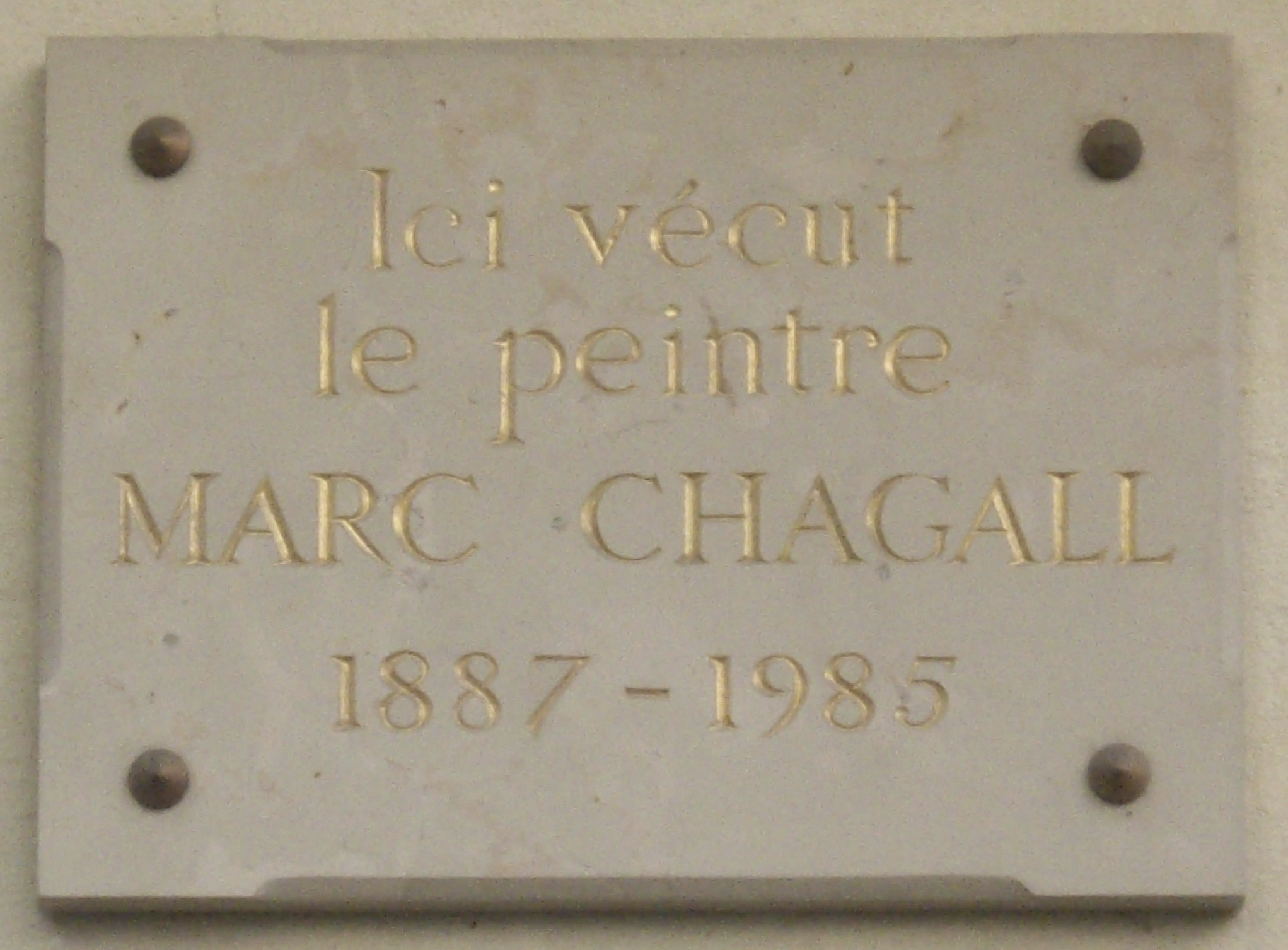
Plaque au no 4.

- No 4 : le peintre Marc Chagall y vécut. Une plaque lui rend hommage. C'est la seule à Paris. L'immeuble a été conçu en 1931 par les architectes Jean Boucher et Léon Barriquand dans un style Art déco. Il y a 7 étages à 8 fenêtres plus une terrasse. Les mansardes sont exclues. Noter les deux fenêtres semi-octogonales.
- À gauche, attenante, en net recul, accessible par une autre porte, rotonde de 6 étages en brique beige clair. Dans une lettre de 1937 à Aristide Maillol, Chagall mentionne cette adresse.